# نيكولا كازالي
نيكولا كازالي (بالفرنسية: Nicolas Cazalé)‏ هو عارض وممثل فرنسي، ولد في 24 أبريل 1977 ببو في فرنسا.

## أعمال

### أفلام
- (2004) الرحلة الكبرى

## وصلات خارجية
- نيكولا كازالي على موقع IMDb (الإنجليزية)
- نيكولا كازالي على موقع قاعدة بيانات الأفلام العربية
- نيكولا كازالي على موقع ألو سيني (الفرنسية)
- نيكولا كازالي على موقع أول موفي (الإنجليزية)
- نيكولا كازالي على موقع قاعدة بيانات الأفلام السويدية (السويدية)
- نيكولا كازالي على موقع قاعدة بيانات الفيلم (الإنجليزية)
- نيكولا كازالي على موقع كينوبويسك (الروسية)